# Itzapa, Mexiko
Itzapa är en ort i Mexiko.   Den ligger i kommunen Calcahualco och delstaten Veracruz, i den sydöstra delen av landet, 210 km öster om huvudstaden Mexico City. Itzapa ligger 2 209 meter över havet och antalet invånare är 199.
Terrängen runt Itzapa är kuperad åt sydost, men åt nordväst är den bergig. Runt Itzapa är det ganska glesbefolkat, med 36 invånare per kvadratkilometer. Närmaste större samhälle är Huatusco de Chicuellar, 19,9 km öster om Itzapa. I omgivningarna runt Itzapa växer i huvudsak blandskog.